# Io canto (programma televisivo)
Io canto è stato un programma televisivo italiano di genere talent show e musicale, andato in onda in prima serata su Canale 5 dal 9 gennaio 2010 al 10 novembre 2013 con la conduzione di Gerry Scotti.

## Il programma
L'obiettivo del programma era quello di eleggere la voce più promettente tra bambini e ragazzi di età compresa tra i 5 e i 16 anni con una sfida a squadre (costituite da cantanti o ballerini) in cui la musica, però, era la protagonista assoluta.

### Il format
Il programma, che aveva come idea di base la ricerca di nuovi talenti canori, ospitava e faceva esibire bambini e ragazzi di età compresa tra i 5 e i 16 anni che sapessero cantare bene, accompagnati dall'orchestra, diretta nelle prime tre edizioni dal maestro Maurizio Pica, che tornerà nell'ultima puntata della quarta edizione, e nelle restanti stagioni dal maestro Valeriano Chiaravalle. Le canzoni venivano generalmente scelte personalmente dai giovani interpreti.
Fino alla terza edizione il pubblico da casa poteva votare le canzoni tramite una telefonata da rete fissa oppure tramite un SMS, decidendo così la canzone vincitrice di ogni puntata, il cui interprete accedeva direttamente alla finale. In studio era inoltre presente una giuria di qualità formata da personaggi del mondo dello spettacolo, due dei quali fissi e gli altri diversi di puntata in puntata, che assegnava un ulteriore premio a quella che secondo loro era l'interpretazione migliore tra quelle che non avevano vinto il televoto, garantendo ad essa l'accesso diretto alla semifinale.
Nella quarta edizione il regolamento prevedeva la formazione di tre squadre, costituite da cantanti e ballerini e capitanate da Flavia Cercato, Claudio Cecchetto e Mara Maionchi. Ad eccezione delle ultime due puntate, il programma non era trasmesso in diretta ed è assente il televoto. Dalla terza puntata è stata presente una giuria di qualità a cui spettava scegliere la migliore esibizione tra quelle proposte in ogni singola manche. Le due squadre con più punti disputavano la finale di puntata. Al termine delle due esibizioni la giuria decretava l'esibizione (e quindi la squadra) vincitrice di puntata. Al termine delle puntate eliminatorie la squadra con più punti accedeva direttamente alla finale mentre le altre due disputavano la semifinale. I due interpreti più votati della squadra vincitrice disputavano la finale. Il concorrente che aveva ottenuto più voti al televoto vinceva l'edizione. Nel corso della stessa venivano presentati dei brani inediti. Venivano, quindi, attribuiti i "premi SIAE" da un'apposita giuria formata da rappresentanti delle radio e dal voto del web.
Il vincitore si aggiudicava il diritto di seguire uno stage presso la New York Film Academy.

### Studi televisivi
| Studio                                                         | Edizioni | Edizioni | Edizioni | Edizioni | Totale |
| Studio                                                         | 1ª       | 2ª       | 3ª       | 4ª       | Totale |
| -------------------------------------------------------------- | -------- | -------- | -------- | -------- | ------ |
| Studio 20 del Centro di produzione Mediaset di Cologno Monzese |          |          |          |          | 3      |
| Tensostruttura di Sesto San Giovanni                           |          |          |          |          | 1      |

## Cast

### Conduzione
| Conduzione   | Edizioni | Edizioni | Edizioni | Edizioni | Totale |
| Conduzione   | 1ª       | 2ª       | 3ª       | 4ª       | Totale |
| ------------ | -------- | -------- | -------- | -------- | ------ |
| Gerry Scotti |          |          |          |          | 4      |

### Giuria e coach
Legenda
     Giudice d'eccezione
     Giudice fisso
     Coach
| Giurati / Coach      | Edizioni | Edizioni | Edizioni | Edizioni | Totale |
| Giurati / Coach      | 1ª       | 2ª       | 3ª       | 4ª       | Totale |
| -------------------- | -------- | -------- | -------- | -------- | ------ |
| Claudio Cecchetto    |          |          |          |          | 4      |
| Katia Ricciarelli    |          |          |          |          | 2      |
| Gloria Guida         |          |          |          |          | 3      |
| Mogol                |          |          |          | 1        |        |
| Marcella Bella       |          |          |          | 1        |        |
| Arianna Bergamaschi  |          |          |          | 2        |        |
| Antonella Lo Coco    |          |          |          | 1        |        |
| Mara Maionchi        |          |          |          | 1        |        |
| Flavia Cercato       |          |          |          | 1        |        |
| Claudio Amendola     |          |          |          |          | 2      |
| Iva Zanicchi         |          |          |          |          | 1      |
| Ornella Muti         |          |          |          |          | 1      |
| Silvia Toffanin      |          |          |          |          | 1      |
| Afef                 |          |          |          |          | 1      |
| Johnny Dorelli       |          |          |          |          | 1      |
| Ron                  |          |          |          |          | 1      |
| Maria Amelia Monti   |          |          |          |          | 1      |
| Fausto Leali         |          |          |          | 3        |        |
| Federica Panicucci   |          |          |          |          | 2      |
| Giancarlo Fisichella |          |          |          |          | 2      |
| Michele Placido      |          |          |          | 1        |        |
| Raffaella Carrà      |          |          |          |          | 2      |
| Edvige Fenech        |          |          |          |          | 1      |
| David Foster         |          |          |          |          | 1      |
| Gemelle Kessler      |          |          |          |          | 1      |
| Massimo Boldi        |          |          |          |          | 1      |
| Paola Perego         |          |          |          |          | 1      |
| Sabrina Ferilli      |          |          |          |          | 2      |
| Luca Ward            |          |          |          | 1        |        |
| Lola Ponce           |          |          |          | 1        |        |
| Anna Falchi          |          |          |          | 1        |        |
| Alessia Marcuzzi     |          |          |          | 1        |        |
| Micaela Ramazzotti   |          |          |          | 1        |        |
| Max Biaggi           |          |          |          | 1        |        |
| Eleonora Pedron      |          |          |          | 1        |        |
| Roberta Capua        |          |          |          | 1        |        |
| Peppe Vessicchio     |          |          |          | 1        |        |
| Raoul Bova           |          |          |          | 1        |        |
| Rossella Brescia     |          |          |          | 1        |        |
| Garrison Rochelle    |          |          |          | 1        |        |
| Alessandra Celentano |          |          |          | 1        |        |
| Kyle Lowder          |          |          |          | 1        |        |
| Laura Torrisi        |          |          |          | 1        |        |
| Luca Laurenti        |          |          |          | 1        |        |
| Barbara Tabita       |          |          |          | 1        |        |
| Anna Tatangelo       |          |          |          | 1        |        |
| Michelle Hunziker    |          |          |          | 1        |        |
| Barbara D'Urso       |          |          |          | 1        |        |
| Juliana Moreira      |          |          |          | 1        |        |
| Elena Guarnieri      |          |          |          | 1        |        |
| Alessandro Preziosi  |          |          |          | 1        |        |
| Geoff Westley        |          |          |          | 1        |        |
| Toto Cutugno         |          |          |          | 1        |        |
| Susana Werner        |          |          |          | 1        |        |
| VP Boyle             |          |          |          | 1        |        |
| Rosita Celentano     |          |          |          | 1        |        |
| Serena Autieri       |          |          |          | 1        |        |
| Filippa Lagerbäck    |          |          |          | 1        |        |
| Celso Valli          |          |          |          | 1        |        |
| Fio Zanotti          |          |          |          | 1        |        |
| Maurizio Pica        |          |          |          | 1        |        |
| Luca Orioli          |          |          |          | 1        |        |
| Bianca Atzei         |          |          |          | 1        |        |
| Davide De Zan        |          |          |          | 1        |        |
| Adriano Pennino      |          |          |          | 1        |        |

### Direttori d'orchestra
| Direttore d'orchestra | Edizioni | Edizioni | Edizioni | Edizioni | Totale |
| Direttore d'orchestra | 1ª       | 2ª       | 3ª       | 4ª       | Totale |
| --------------------- | -------- | -------- | -------- | -------- | ------ |
| Maurizio Pica         |          |          |          |          | 4      |
| Valeriano Chiaravalle |          |          |          |          | 1      |

## Edizioni
| Edizione | Anno | Conduzione   | Periodo           | Periodo          | Puntate      | Puntate  | Giuria            | Giuria              | Giuria            | Giuria            | Regia         | Concorrenti | Concorrenti | Vincitori         |
| Edizione | Anno | Conduzione   | Inizio            | Fine             | Prima serata | Speciali | Giuria            | Giuria              | Giuria            | Giuria            | Regia         | Nuovi       | Confermati  | Vincitori         |
| -------- | ---- | ------------ | ----------------- | ---------------- | ------------ | -------- | ----------------- | ------------------- | ----------------- | ----------------- | ------------- | ----------- | ----------- | ----------------- |
| 1ª       | 2010 | Gerry Scotti | 9 gennaio 2010    | 20 marzo 2010    | 10           | –        | Claudio Cecchetto | Katia Ricciarelli   | Katia Ricciarelli | Non presente      | Roberto Cenci | 40          | –           | Cristian Imparato |
| 2ª       | 2010 | Gerry Scotti | 14 settembre 2010 | 11 dicembre 2010 | 13           | –        | Claudio Cecchetto | Gloria Guida        | Gloria Guida      | Non presente      | Roberto Cenci | 42          | 11          | Benedetta Caretta |
| 3ª       | 2011 | Gerry Scotti | 15 settembre 2011 | 1º dicembre 2011 | 12           | 2        | Claudio Cecchetto | Gloria Guida        | Gloria Guida      | Mogol             | Roberto Cenci | 26          | 16          | Arianna Cleri     |
| 4ª       | 2013 | Gerry Scotti | 8 settembre 2013  | 10 novembre 2013 | 10           | 2        | Marcella Bella    | Arianna Bergamaschi | Antonella Lo Coco | Antonella Lo Coco | Roberto Cenci | 65          | –           | Miriam Di Pisa    |

## Audience
| Edizione | Rete televisiva | Anno | Stagione       | Programmazione | Programmazione | Programmazione | Programmazione | Programmazione | Programmazione | Programmazione | Collocazione | Media auditel  | Media auditel | Premiere       | Premiere | Finale         | Finale |
| Edizione | Rete televisiva | Anno | Stagione       | L              | M              | M              | G              | V              | S              | D              | Collocazione | Telespettatori | Share         | Telespettatori | Share    | Telespettatori | Share  |
| -------- | --------------- | ---- | -------------- | -------------- | -------------- | -------------- | -------------- | -------------- | -------------- | -------------- | ------------ | -------------- | ------------- | -------------- | -------- | -------------- | ------ |
| 1ª       | Canale 5        | 2010 | inverno        |                |                |                |                |                |                |                | Prima serata | 5 538 000      | 24,48%        | 4 980 000      | 21,27%   | 5 103 000      | 24,72% |
| 2ª       | Canale 5        | 2010 | estate-autunno |                |                | 4 543 000      | 20,46%         | 4 733 000      | 20,63%         | 4 585 000      | Prima serata | 26,34%         |               |                |          |                |        |
| 3ª       | Canale 5        | 2011 | estate-autunno |                |                |                |                | 4 046 000      | 17,19%         | 4 238 000      | Prima serata | 20,37%         | 4 482 000     | 17,63%         |          |                |        |
| 4ª       | Canale 5        | 2013 | estate-autunno |                |                |                |                | 2 942 000      | 13,36%         | 3 216 000      | Prima serata | 17,11%         | 3 004 000     | 12,51%         |          |                |        |

## Sigla
Nelle prime quattro edizioni, come accadeva a Ti lascio una canzone, la sigla era un medley di varie canzoni cantate dai concorrenti e dal conduttore Gerry Scotti: Il mondo che vorrei di Laura Pausini, Avrai di Claudio Baglioni, Non mollare mai di Gigi D'Alessio cantata da tutti i concorrenti, Ragazzo fortunato di Jovanotti cantata dal conduttore Gerry Scotti e da tutti i concorrenti e Nel blu dipinto di blu di Domenico Modugno.

## Spin-off
Nel corso degli anni, dal 2023, sono stati prodotti in tutto tre spin-off:
- Io canto Generation, spin-off di Io canto in onda in prima serata su Canale 5 dal 22 novembre 2023 con la conduzione di Gerry Scotti.
- Io canto Family, spin-off di Io canto in onda in prima serata su Canale 5 dal 20 maggio 2024 con la conduzione di Michelle Hunziker.
- Io canto Senior, spin-off di Io canto in onda in prima serata su Canale 5 dal 10 gennaio 2025 con la conduzione di Gerry Scotti.

## Tour
Il tour Io canto - La festa, che ha visto esibirsi alcuni tra i protagonisti delle prime due edizioni del programma televisivo (Cristian Imparato, Benedetta Del Freo, Benedetta Caretta, Alessia Labate, Sara Musella e i Gimme 5) e presentato da Gigi Garretta e Max Vitale, si è svolto dal 5 febbraio al 5 marzo 2011 progressivamente a Genova, Milano, Roma e Napoli. Inizialmente erano previste tappe anche a Bologna, Firenze, Padova e Torino, successivamente annullate per questioni gestionali. Organizzato in collaborazione con Mediafriends, parte del ricavato è stato destinato a finanziare un progetto a favore dell'infanzia.

## Controversie e chiusura
Io canto presentò forti analogie con il programma Rai Ti lascio una canzone; tale particolarità suscitò polemiche, specialmente in rete e in ambito giornalistico, che portarono a definirlo come un programma "fotocopia". Secondo quanto affermato da Gerry Scotti in un'intervista rilasciata a Il Giornale, si trattò proprio dello stesso format di Ti lascio una canzone, che il regista Roberto Cenci portò con sé con il passaggio a Mediaset. Quest'ultimo, intervistato dal portale Qui Mediaset, affermò che Io canto è diverso da Ti lascio una canzone in quanto il programma targato Mediaset previde un vero vincitore per il quale fu in palio un premio, caratteristica non presente nella versione Rai. Il programma, inoltre, fu oggetto di polemiche da parte di:
1. Antonio Marziale, presidente dell'Osservatorio sui Diritti dei Minori e consulente della Commissione Parlamentare per l'Infanzia e l'Adolescenza, che ne chiese la sospensione[6];
2. Alessandro Caspoli, presidente della giuria dello Zecchino d'Oro, il quale ritenne che alcune situazioni oggetto dello show non fossero adatte a dei bambini[7].

Infatti, dopo la 4ª (e ultima) edizione, il programma venne cancellato per violazione del Codice di autoregolamentazione TV e minori.

## Esportazione del format
Poco dopo l'esordio in Italia, il format ha trovato una collocazione anche in Spagna, prodotto da Endemol per Telecinco, con il titolo Cántame una canción. Il programma era iniziato il 27 aprile 2010 per poi terminare il 1º giugno 2010 a causa dei bassi ascolti (16,20% di share per la prima puntata, 9,90% la seconda e 7,70% la terza) tra le proteste dei genitori dei protagonisti. La prima puntata dello show ha visto ospite il vincitore della prima edizione italiana, Cristian Imparato, che si è esibito cantando Adagio e Theme from New York, New York.